# Bassano Bresciano
Bassano Bresciano é uma comuna italiana da região da Lombardia, província de Bréscia, com cerca de 1.799 habitantes. Estende-se por uma área de 9 km², tendo uma densidade populacional de 200 hab/km². Faz fronteira com Manerbio, Pontevico, San Gervasio Bresciano, Verolanuova.

## Demografia
| Variação demográfica do município entre 1861 e 2011                               |
|                                                                                   |
| Fonte: Istituto Nazionale di Statistica (ISTAT) - Elaboração gráfica da Wikipedia |